# Weisshuhnův kanál
Weisshuhnův kanál, nazývaný také Papírenský náhon, je uměle vybudovaný vodní kanál na řece Moravici. Nachází se v Hradci nad Moravicí (v jeho částech Žimrovice a Domoradovice) v okrese Opava v pohoří Vítkovská vrchovina v Moravskoslezském kraji.

## Historie a další informace
Weisshuhnův kanál sloužil potřebám Žimrovické papírny, byl vybudován z popudu Carla Weisshuhna (1837– 1919), zakladatele papíren a význačného slezského podnikatele. Výstavba díla byla schválena v roce 1890 a již v roce 1891 byl vodní příkop dokončen. Kanál se táhne od Weisshuhnova jezu pod kopcem Kozí hřbety jako odbočka na levém břehu Moravice až do malé vodní elektrárny poblíž Žimrovic, kde se zase do Moravice vrací. Pomocí kanálu se do roku 1966 dopravovalo dřevo do papírny až ze vzdálenosti 60 km. Voda kanálu poháněla také Girardovy turbíny pro výrobu elektrické energie, které byly později nahrazeny modernějšími Francisovými turbínami. Kanál má 3 svahové tunely, 2 akvadukty a délku 3,6 kilometrů. První tunel u splavu překonává v délce 45 metrů kopec Kozí hřbety a kaňon zde dosahuje od hladiny řeky na úbočí výšky 150 metrů. Při ústí do Žimrovické papírny je převýšen o 26 metrů nad řekou Moravicí. Dnes kanál slouží pouze k energetickým účelům, jako technická památka České republiky a jako turistická atrakce. Kolem části kanálu vede také turistická trasa poutní Svatojakubské cesty a cyklotrasa.

## Galerie

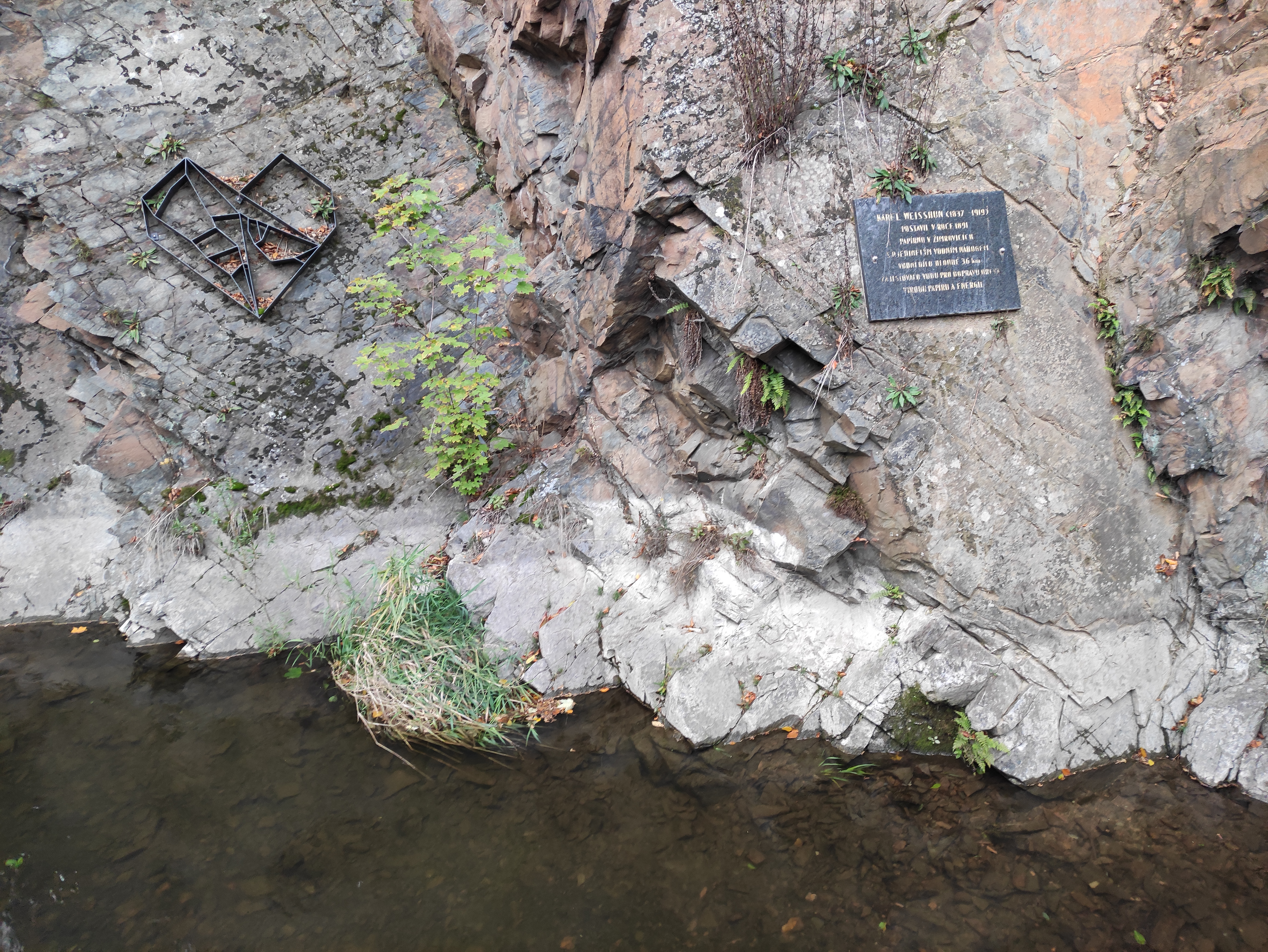
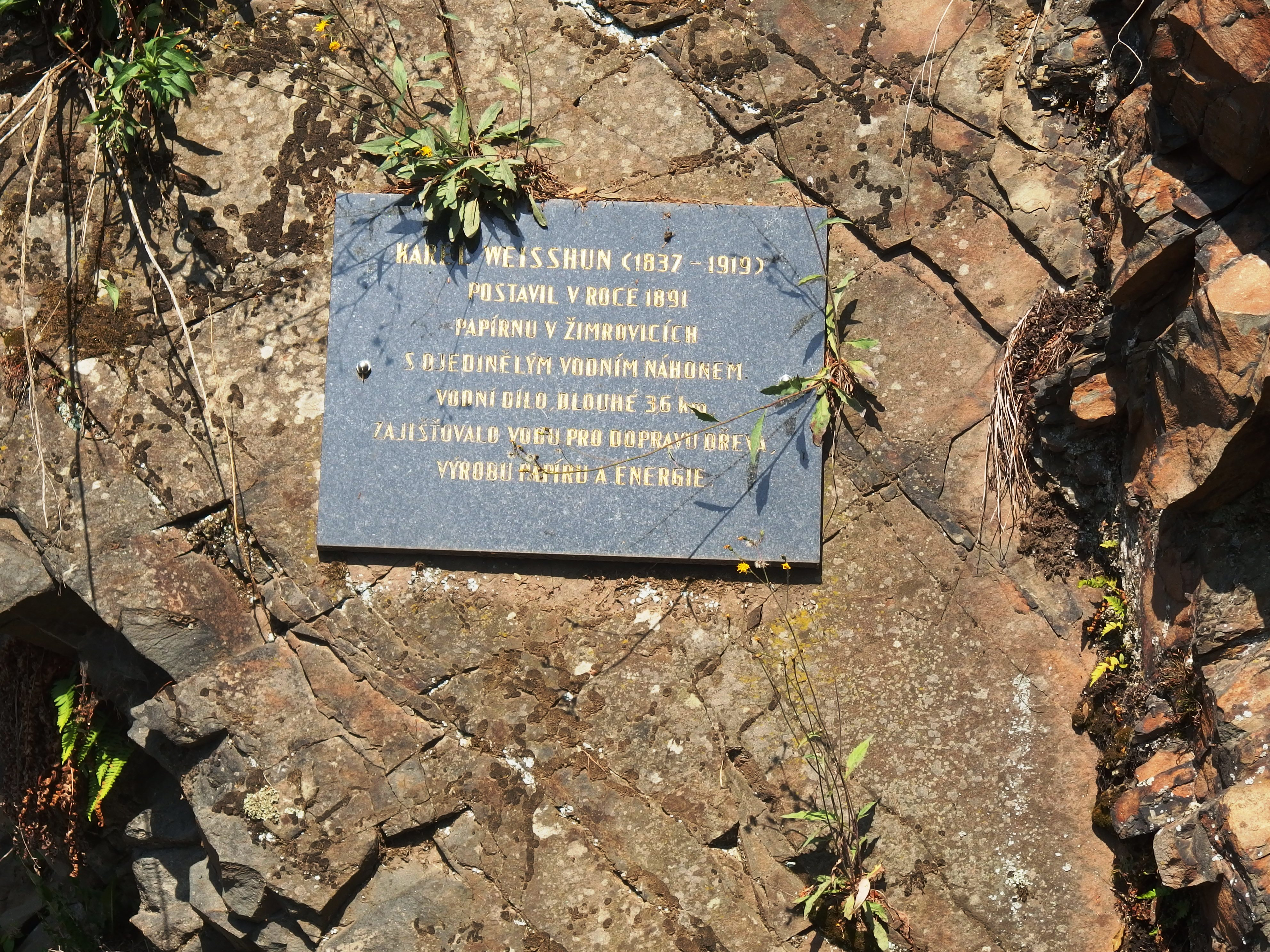
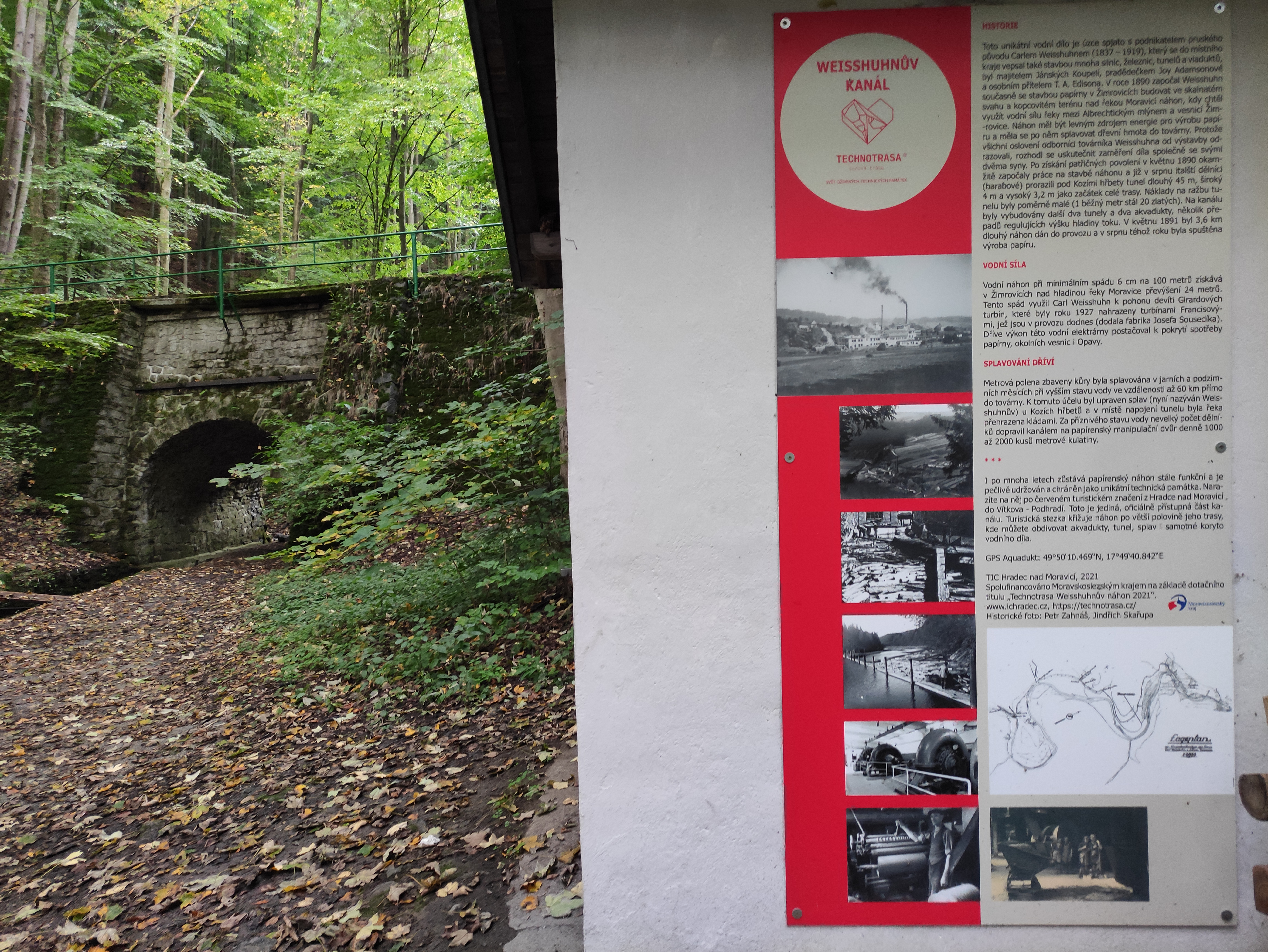
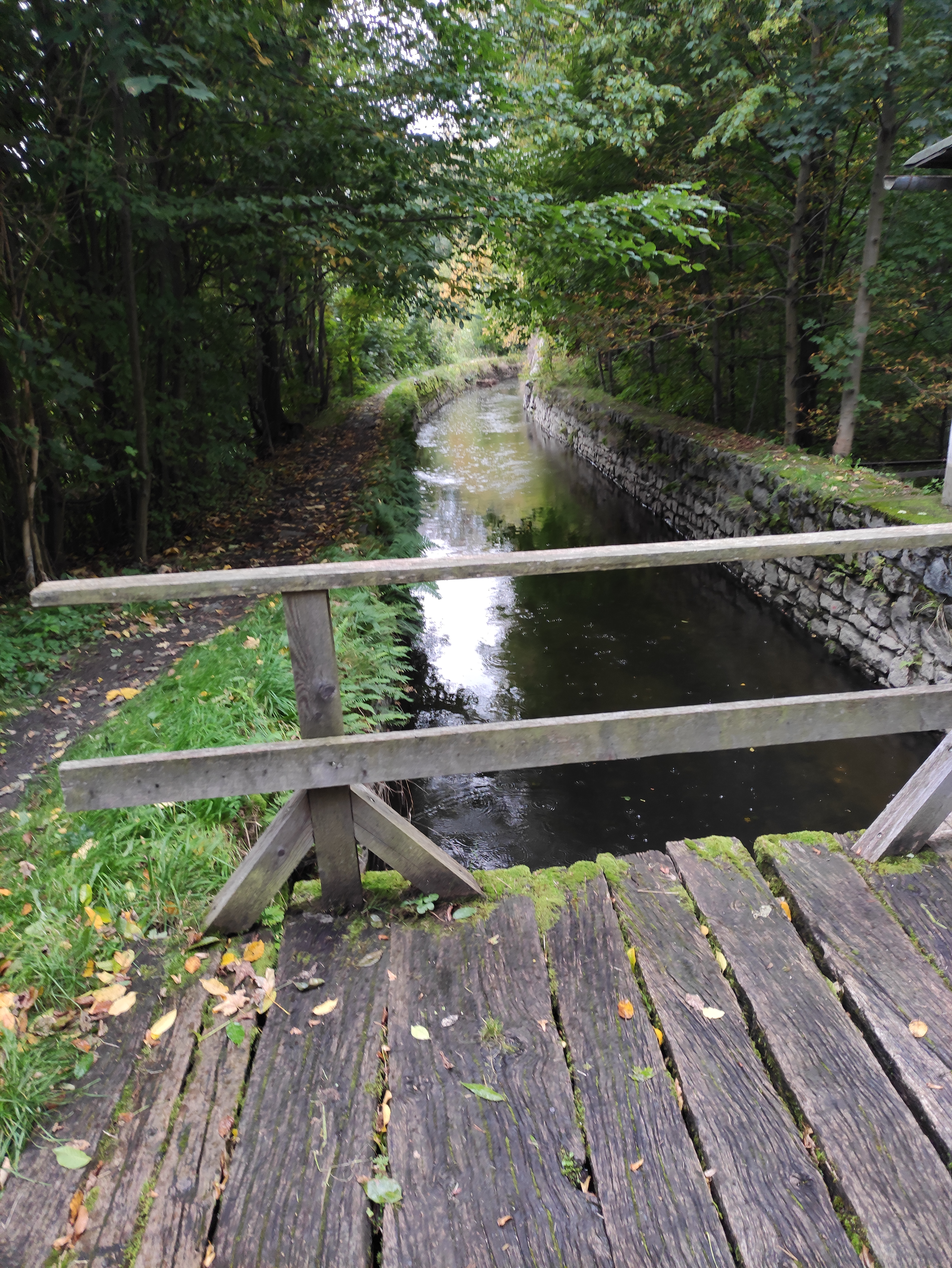
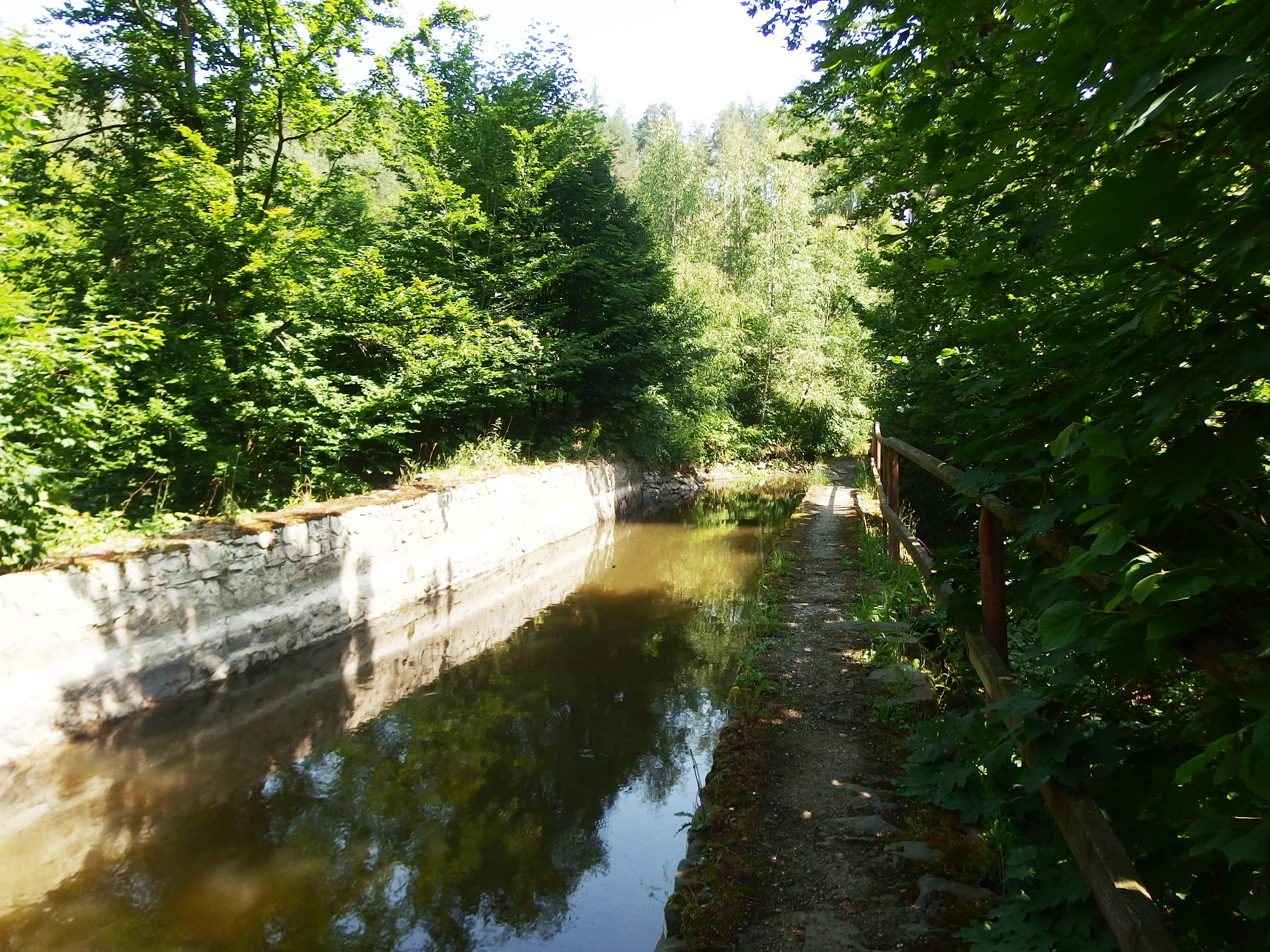
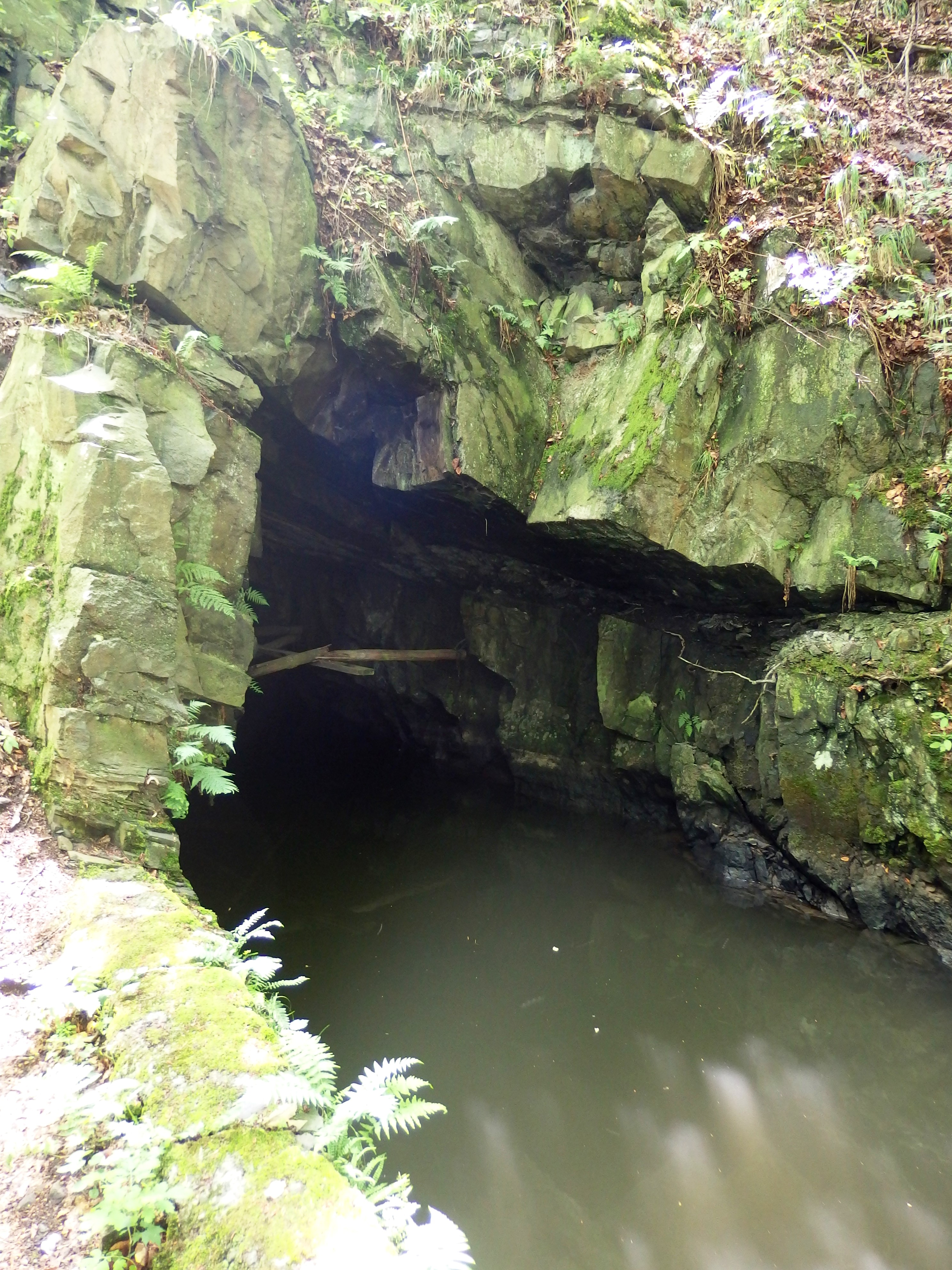
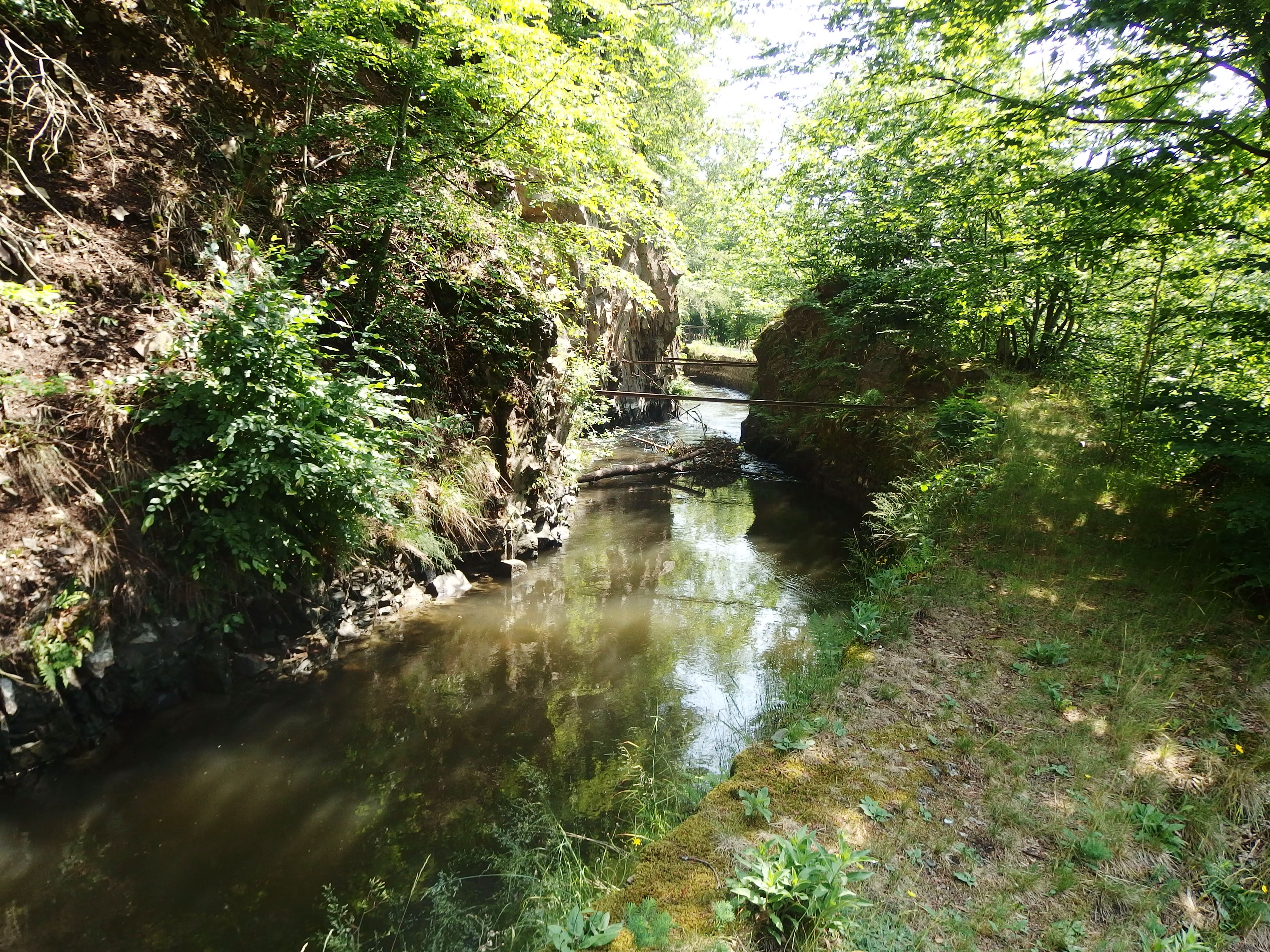